# وست‌زان
وست‌زان (به هلندی: Westzaan) یک منطقهٔ مسکونی در هلند است که در زان‌استاد واقع شده‌است.